# Can't Stop Me
Can't Stop Me (in italiano: Non puoi fermarmi) è il secondo singolo del rapper statunitense Jadakiss estratto dal terzo album The Last Kiss. Prodotto da Neo Da Matrix, vede la partecipazione di Ayanna Irish.

## Informazioni
La canzone campiona massicciamente Ain't No Mountain High Enough di Diana Ross.
È stata ufficialmente pubblicata su iTunes il 17 febbraio 2009 ma non è riuscita qui a classificarsi tra le prime 100 posizioni a causa della sua scarsa pubblicizzazione, né a raggiungere risultati decenti nelle classifiche di Billboard, al di fuori della Hot R&B/Hip-Hop Songs dove non è salita oltre la posizione n.76.
Il featuring di Ayanna Irish originariamente non era accreditato, ma lo è divenuto con l'uscita dell'album il 7 aprile 2009.

## Videoclip
Il videoclip è stato diretto da Marc Klasfeld e pubblicato intorno al 26-27 febbraio 2009. Ayanna Irish non vi fa apparizione.

## Classifica
| Chart (2009)                                          | Posizione massima |
| ----------------------------------------------------- | ----------------- |
| Stati Uniti d'America Billboard Hot R&B/Hip-Hop Songs | 76                |